# ノヴォフェドロフカ爆発

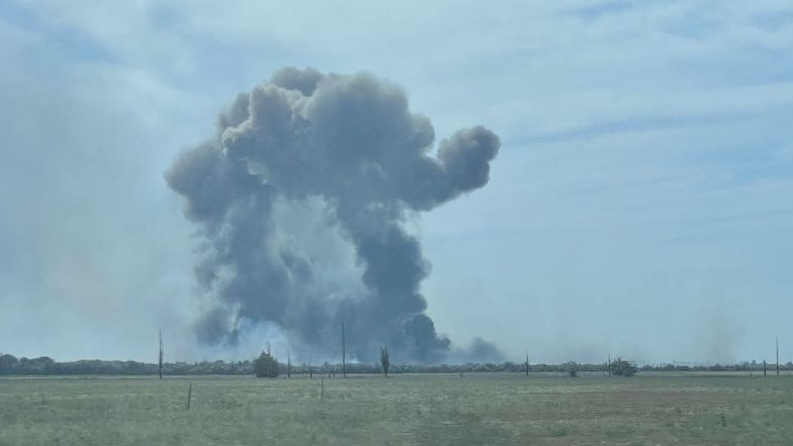

2022年ロシアのウクライナ侵攻において2022年8月9日にクリミア半島のノヴォフェドロフカにあるサーキ飛行場で大爆発が発生した。飛行場はウクライナ紛争において、2014年のクリミア併合によりロシア軍が占領していた。
ロシア当局は非常事態宣言とテロ脅威yellow-alert levelを発したが、爆発は事故によるものであるとし、1人が死亡、12人が負傷、住居区画への被害により252人が一時的にシェルターに避難した。ウクライナ当局は攻撃への関与を否定したが、前日に9機のロシア機が破壊されたとし、未確認のソーシャルメディアの映像によれば、少なくとも戦闘機1機が飛行場で破壊されたという。ウクライナ軍高官は、匿名で、特殊部隊とパルチザンに責任があると発言した。衛星画像により、エプロンで破壊されたSu-24やSu-30など、少なくとも戦闘機8機が破壊されるといった深刻な被害が判明した。
8月12日、ウクライナの内務大臣デニス・モナスティルスキーの顧問アントン・ヘラシチェンコは、爆発でパイロットと技術者60人が死亡、100人が負傷したと発言した。

## 結果
8月10日、クリミアの占領当局は、負傷者が13人に増え、1人が死亡したと発表した。
ウクライナ軍は、飛行場への攻撃でロシアの航空機9機が破壊されたと発言した。
8月10日、爆発の結果を撮影した衛星画像が公表され、Oryxの研究者が飛行場でロシアの航空機10機が破壊あるいは損傷したと確認した。
- Su-24：4機
- Su-30M：3機
- Su-24：2機（修理不能の損傷）
- Su-30：1機（修理不能の損傷）

ウクライナ軍によれば
- Su-24：4機
- Su-30SM：3機
- Su-30SM：1機（損傷）
- Su-24s：3機（伝えられるところでは損傷）

また、高層建築物62棟、商業施設20軒と住宅が被害を受けた。